# Kentucky Reach
I Kentucky Reach sono stati una franchigia di pallacanestro della WBA, con sede a Elizabethtown, nel Kentucky, attivi dal 2004 al 2005.
Disputarono le stagioni WBA 2004 e 2005. Nel 2004 persero in semifinale con i Southern Crescent Lightning, mentre l'anno successivo uscirono al secondo turno con i Mississippi HardHats.

## Stagioni
| Stagione | Lega | Denominazione  | V  | P  | %    | Piazzamento | Play-off      |
| -------- | ---- | -------------- | -- | -- | ---- | ----------- | ------------- |
| 2004     | WBA  | Kentucky Reach | 10 | 9  | 52,6 | 4º          | Semifinale    |
| 2005     | WBA  | Kentucky Reach | 9  | 15 | 37,5 | 3º          | Secondo turno |